# Ореус, Иван Иванович
Иван Иванович Ореус (11 (23) декабря 1830, Санкт-Петербург — 22 мая (4 июня) 1909, Санкт-Петербург) — российский военный историк, генерал от инфантерии в отставке.

## Биография
Происходил из финского дворянского рода. Его дед Максим Максимович был выборгским и финляндским губернатором, отец Иван Максимович был товарищем министра финансов, затем сенатором.
Учился во 2-й Санкт-Петербургской гимназии, затем в школе гвардейских подпрапорщиков, которую окончил в 1849 г. Служил в лейб-гвардии Преображенском полку, участвовал в походе полка к западным границам в 1849 г. в связи с событиями в Венгрии.
В 1856 окончил курс Николаевской академии Генерального штаба. С 1857 — в инспекторском департаменте, впоследствии преобразованном в Главный штаб.
Полковник с 30.08.1861. В 1863 году был назначен начальником Военно-исторического и топографического архива, в 1866 году переименованного в Военно-учёный архив. На этой должности оставался более 40 лет. С 1880 года — член Военно-учёного комитета Главного штаба и временно учреждённой при этом штабе Военно-исторической комиссии. Генерал-майор с 30.08.1881, генерал-лейтенант с 30.08.1891. Вышел в отставку 21 февраля 1906 года с производством в генералы от инфантерии. 
Умер 22 мая (4 июня) 1909 года. Похоронен на Волковом православном кладбище.
В 1860 году женился на Елизавете Ивановне Аничковой (1839—28.02.1891), дочери полковника Ивана Васильевича Аничкова и Натальи Дмитриевны Барыковой. Сын — поэт Иван Ореус (1877—1901), писавший под псевдонимом Коневской. Ещё трое детей умерли в раннем возрасте.

### Ордена
- орден Св. Анны 3-й степени (1860)
- орден Св. Станислава 2-й степени (1862)
- орден Св. Анны 2-й степени (1869)
- орден Св. Владимира 4-й степени (1876)
- орден Св. Владимира 3-й степени (1879)
- орден Св. Станислава 1-й степени (1884)
- орден Св. Анны 1-й степени (1888)
- орден Св. Владимира 2-й степени (1897)
- орден Белого Орла (1902)

## Сочинения
- Описание Венгерской войны 1849 года. — СПб., 1880. — [2], VI, 546, 118 с., 14 л. карт.
  - Oroszország háborúja a magyarok ellen 1849-ben / Ivan Ivanovics Oreusz ; Ford., sajtó alá rendezte és a bev. tanulm. írta Rosonczy Ildikó. — Budapest: Balassi, Cop. 2002. — 531, [1] с.: к., табл. — ISBN 963-506-433-0.

И. И. Ореус — автор многочисленных статей, посвящённых в основном военной истории России XIX в., опубликованных в журналах «Военный сборник» и «Русская старина» (в их числе: Иван Иванович Михельсон, победитель Пугачева. 1740-1807 Архивная копия от 24 июня 2013 на Wayback Machine // Русская старина. – 1876. – Т. 15. – № 1. – С. 192-209.). Сотрудник «Энциклопедии военных и морских наук» Леера (250 статей) и «Энциклопедического словаря» Брокгауза и Ефрона (500 статей).